# Мананґ

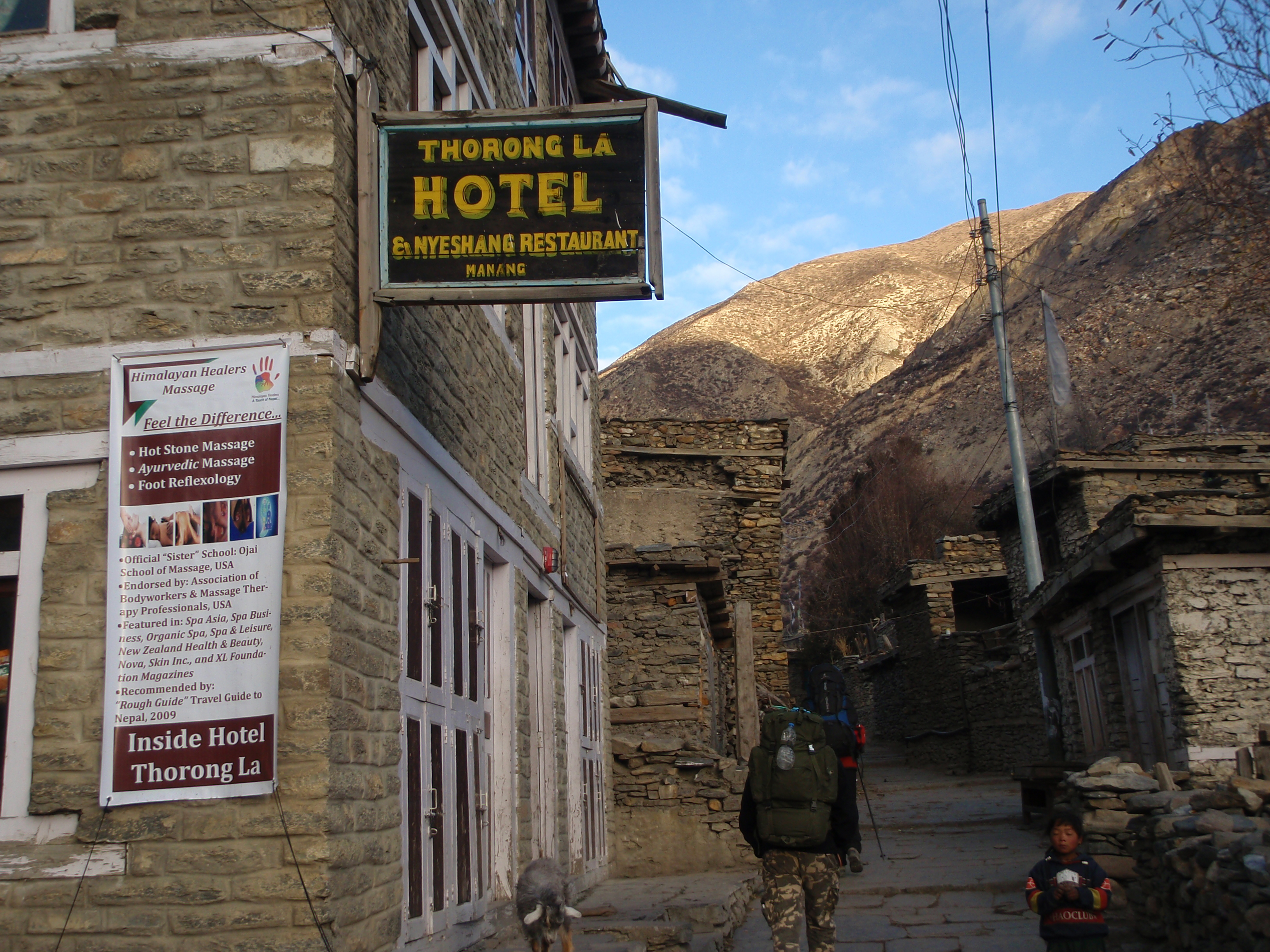
На вулиці Мананґу.

Мананґ — населений пункт в Непалі, центр Мананґського району. Знаходиться в Гімалаях, на північ від масиву Аннапурни за координатами 28°40'0N 84°1'0E, на висоті 3519 метрів н.р.м. В 1991 році населення Мананґу становило 391 чоловік, що проживали в 120 будинках.
 Мананґ є важливою зупинкою(як правило 2-3 дні) на треку «Кільця Анапурни» для відпочинку та акліматизації мандрівників, туристів та прочан, так як далі відбувається підйом, а не адаптований організм просто не витримує такого навантаження.

## Цікаві факти
Неподалік знаходиться село Брага, звідки можна дістатись до Льодового озера та печери Міларепи.